# Chuột bóng
Chuột bóng (danh pháp hai phần: Rattus nitidus) là một loài động vật có vú trong họ Chuột, bộ Gặm nhấm. Loài này được Hodgson mô tả năm 1845.
Loài chuột này sinh sống tại khu vực từ đông bắc Namn Á tới Đông Nam Á, bao gồm Bhutan, miền trung, đông và nam Trung Quốc (bao gồm cả đảo Hải Nam), Ấn Độ, Lào, Myanma, Nepal, Thái Lan, Việt Nam và có lẽ có ở Bangladesh. Tại các khu vực như Indonesia, Palau, Philippines thì nó là loài nhập nội. Tại Nam Á, nó sinh sống ở độ cao từ 686 tới 2.740 m trên mực nước biển.